# أسلام أباد (أرزوئية)
أسلام أباد (بالفارسية: اسلام‌آباد) هي قرية تقع في إيران في Arzuiyeh Rural District. يقدر عدد سكانها بـ 131 نسمة بحسب إحصاء 2016.